# إيفا دي دومينيسي
إيفا دي دومينيسي (بالإسبانية: Eva Quattrocchi) هي مغنية وعارضة وممثلة أرجنتينية، ولدت في 21 أبريل 1995 في بوينس آيرس في الأرجنتين.

## وصلات خارجية
- إيفا دي دومينيسي على موقع IMDb (الإنجليزية)
- إيفا دي دومينيسي على موقع قاعدة بيانات الفيلم (الإنجليزية)